# 可愛い悪魔 (1958年の映画)
『可愛い悪魔』（かわいいあくま、En Cas de Malheur）は1958年のフランスの映画。
主演はジャン・ギャバンとブリジット・バルドー。フランソワ・トリュフォーは、本作をクロード・オータン＝ララ監督の最高の映画と評している。
本作は、フランスで3,152,082人の観客動員を記録した。

## キャスト
※括弧内は日本語吹替（初回放送1969年7月27日『日曜洋画劇場』）
- アンドレ・ゴビヨ：ジャン・ギャバン（森山周一郎）
- イヴェット・モーデ：ブリジッド・バルドー（小原乃梨子）
- ヴィヴィアヌ：エドヴィージュ・フィエール（加藤道子）
- マゼッティ：フランコ・インテルレンギ（堀勝之祐）
- ジェニー：ニコル・ベルジェ
- ボーデナベ：マドレーヌ・バルビュレ
- デュレット：ジャック・クランシー

## スタッフ
- 監督：クロード・オータン＝ララ
- 脚色：ジャン・オーランシュ、ピエール・ボスト
- 原作：ジョルジュ・シムノン
- 台詞：ジャン・オーランシュ、ピエール・ボスト
- 製作：ラウール・レヴィ
- 撮影：ジャック・ナトー
- 美術：マックス・ドゥーイ
- 音楽：ルネ・クロエレック
- 日本語字幕：秘田余四郎